# Малайзийско-монгольские отношения
Малайзийско-монгольские отношения — двусторонние отношения между Малайзией и Монголией. Двусторонний товарооборот в 2010 году составил 31,3 млн долларов.

## Экономические отношения
Двусторонний товарооборот между Малайзией и Монголией в 2005 году составил 7,0 млн долларов В 2010 году двусторонний товарооборот составил 31,3 млн долларов. Малайзийский экспорт в Монголию в 2005 году составил 7,0 млн долларов. Малайзийский экспорт в Монголию в 2010 году составил 31,3 млн долларов.